# Alpsotis
Alpsotis là một chi bướm đêm thuộc họ Noctuidae.